# Úkladná vražda
Úkladná vražda je zvláštní případ vraždy, zpravidla vnímaný jako obzvláště nebezpečný či zavrženíhodný. Jako právní termín se vyskytovala v rakouském trestním zákoně z r. 1852 a znovu se objevila ve slovenském trestním zákoně z r. 2005; definice těchto skutkových podstat se však navzájem značně liší.
Rakouský trestní zákon č. 117/1852 ř. z. definoval v § 135 úkladnou vraždu (německy Meuchelmord) jako vraždu provedenou jedem nebo „jinak potměšilým způsobem“. Kvalifikačním znakem této formy vraždy byl tedy výhradně způsob provedení. Toto rozlišování nemělo vliv na potrestání pachatele, jelikož všechny formy vraždy byly trestány smrtí; hrálo však roli při určení výše trestu za pokus či trestu pro nepřímé spoluviníky a účastníky. Pozdější československé trestní kodexy ani rakouský trestní zákoník č. 60/1974 BGBl. toto rozlišování již neobsahovaly.
Slovenský trestní zákon č. 300/2005 Z. z. definuje v § 144 samostatnou skutkovou podstatu „úkladná vražda“, která se však od prosté „vraždy“ popsané v následujícím paragrafu liší pouze znakem premeditace, tedy předchozího uvážení (… s vopred uváženou pohnútkou). Podobně definovanou skutkovou podstatu obsahuje i český trestní zákoník č. 40/2009 Sb. v § 140 odst. 2, termín „úkladná vražda“ však v zákoně uveden není; odborná literatura jej však v souladu se slovenskou terminologií příležitostně používá, společně s označením „kvalifikovaná vražda“ či „premeditovaná vražda“. Česká právní úprava také výslovně specifikuje dvě možné formy premeditace (rozmysl nebo předchozí uvážení), které způsobují použití přísnější kvalifikace vraždy podle této skutkové podstaty.
Obecné chápání pojmu úkladná vražda se s uvedenými právními definicemi do určité míry překrývá. „Úkladnost“ vraždy může být dána předchozí přípravou, úmyslem, zákeřným provedením. I právnická literatura připouští, že typická úkladná vražda je charakterizována dlouhodobým plánováním a přímým úmyslem. Žádná z výše popsaných definic příslušných skutkových podstat však tyto znaky neobsahuje.